# Villa Politi
Il Grand Hotel Villa Politi di Siracusa è il più antico albergo d'Italia, infatti si tratta del più antico edificio d'Italia realizzato appositamente per tale scopo.

## Storia
Nasce nel 1862, con il nome di Grand Hotel Villa Politi (oggi è un hotel a quattro stelle), venne progettato da una nobil donna austriaca, Maria Theresa Laudien, la quale s'innamorò e sposò Salvatore Politi, siracusano appartenente ad una nota famiglia di pittori, definito "l'Ultimo dei Greci" dal militare e storico prussiano Von Wartemburg. Dalla loro unione nacque questa struttura situata sopra la Latomia dei Cappuccini e adornata in stile liberty; soffitti a mansarde, vasti saloni, eleganti linee architettoniche la rendono uno dei palazzi più apprezzati della città. Tra i suoi ospiti più celebri ci sono principi e re provenienti da tutta Europa, come i Principi di Piemonte,  gli scrittori italiani Gabriele D'Annunzio ed Edmondo De Amicis, il capo di Stato d'lnghilterra, Sir Winston Churchill, che giunse a Villa Politi con sua moglie, Lady Clementine. Ed è proprio la visita di quest'ultimo ad aver suscitato più curiosità, dato il periodo post-bellico nel quale giunse, la durata della sua permanenza a Siracusa e l'importanza del personaggio. Difatti la Villa oggi ha dato il nome di Churchill a una delle sue sale riunioni.
La Villa Politi fu requisita dagli Alleati, durante la seconda guerra mondiale; fino al 1944 i soldati inglesi, che occuparono Siracusa nel luglio 1943, usarono la Villa come loro base operativa. Finita la guerra, il Grand Hotel Villa Politi, che subì alcuni danni dai bombardamenti alleati venne ristrutturata e a fine del 1946 riuscì a riaprire.
Edmondo De Amicis dedicò dei versi allo scenario paesaggistico che gli si stagliava dinanzi alla Villa Politi:
Il Gran Hotel Villa Politi, oltre ad essere il più antico albergo d’Italia (edificio costruito per questo scopo), e anche il più antico grand hotel d’Italia e al suo interno si può ammirare anche una zona museale di questo edificio che rappresenta una pietra miliare della storia del turismo ( in particolare del turismo d’élite) in Italia e in Europa.

## Galleria d'immagini

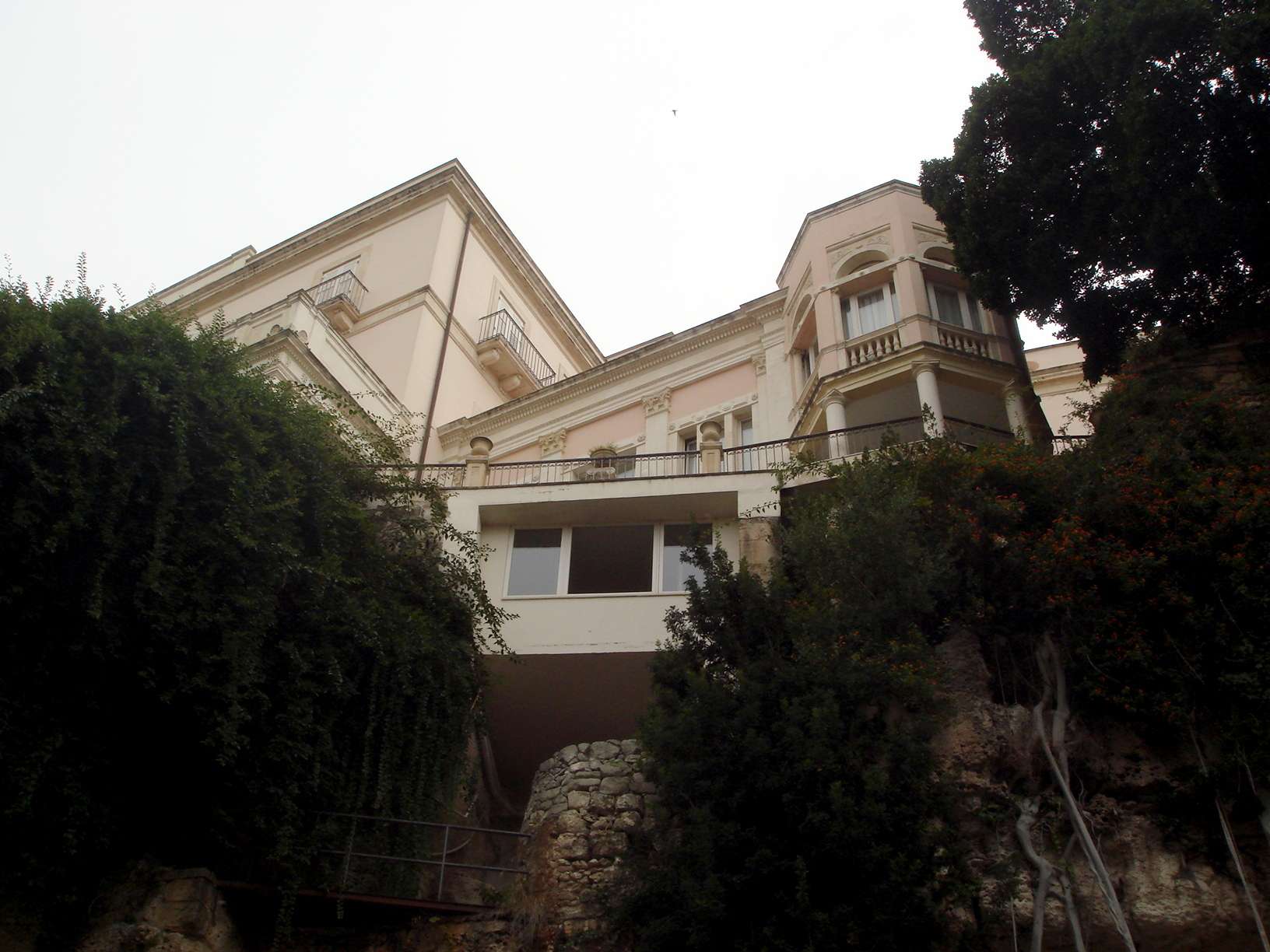
L’ Hotel visto dalla latomia dei Cappuccini
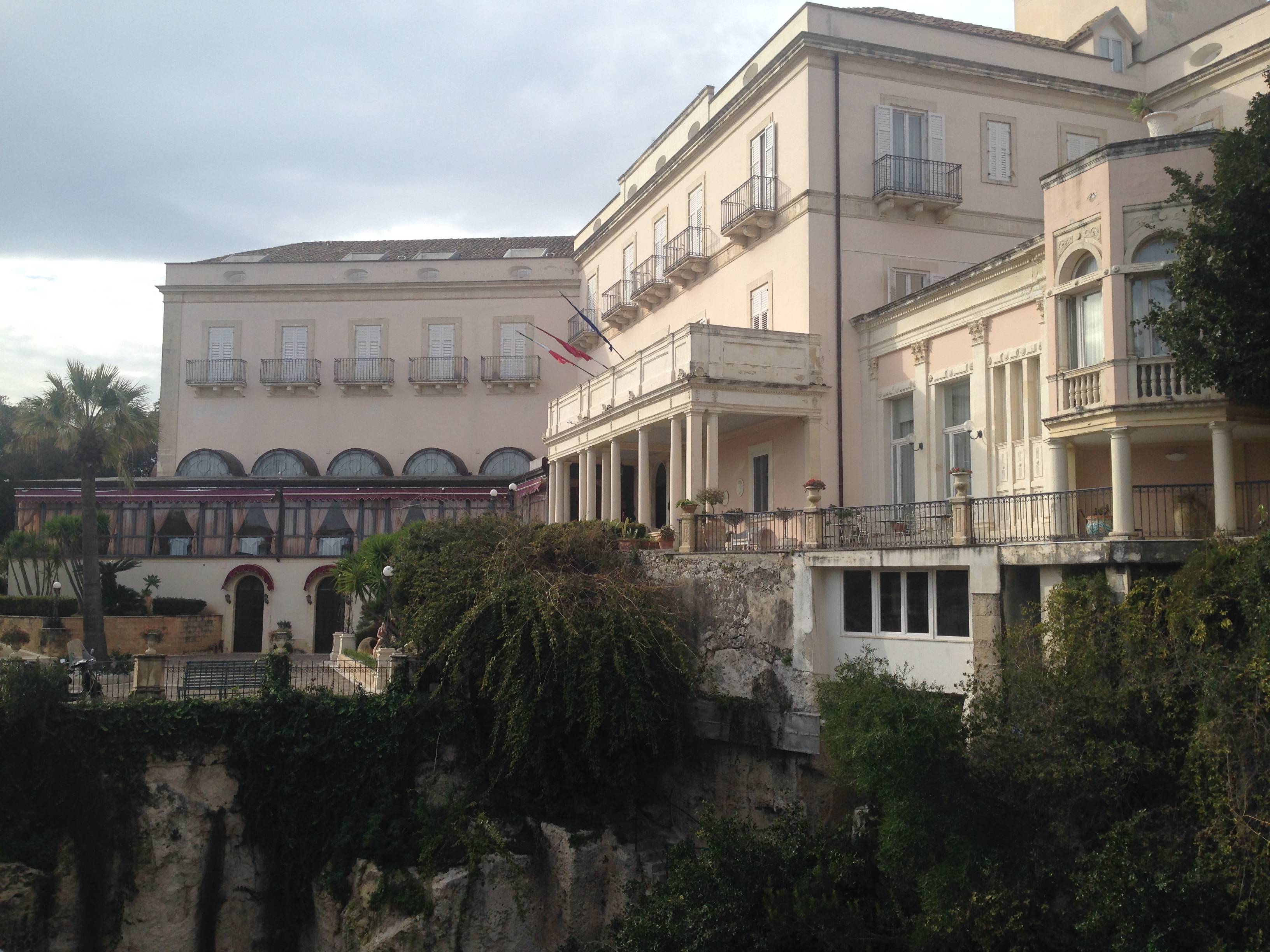
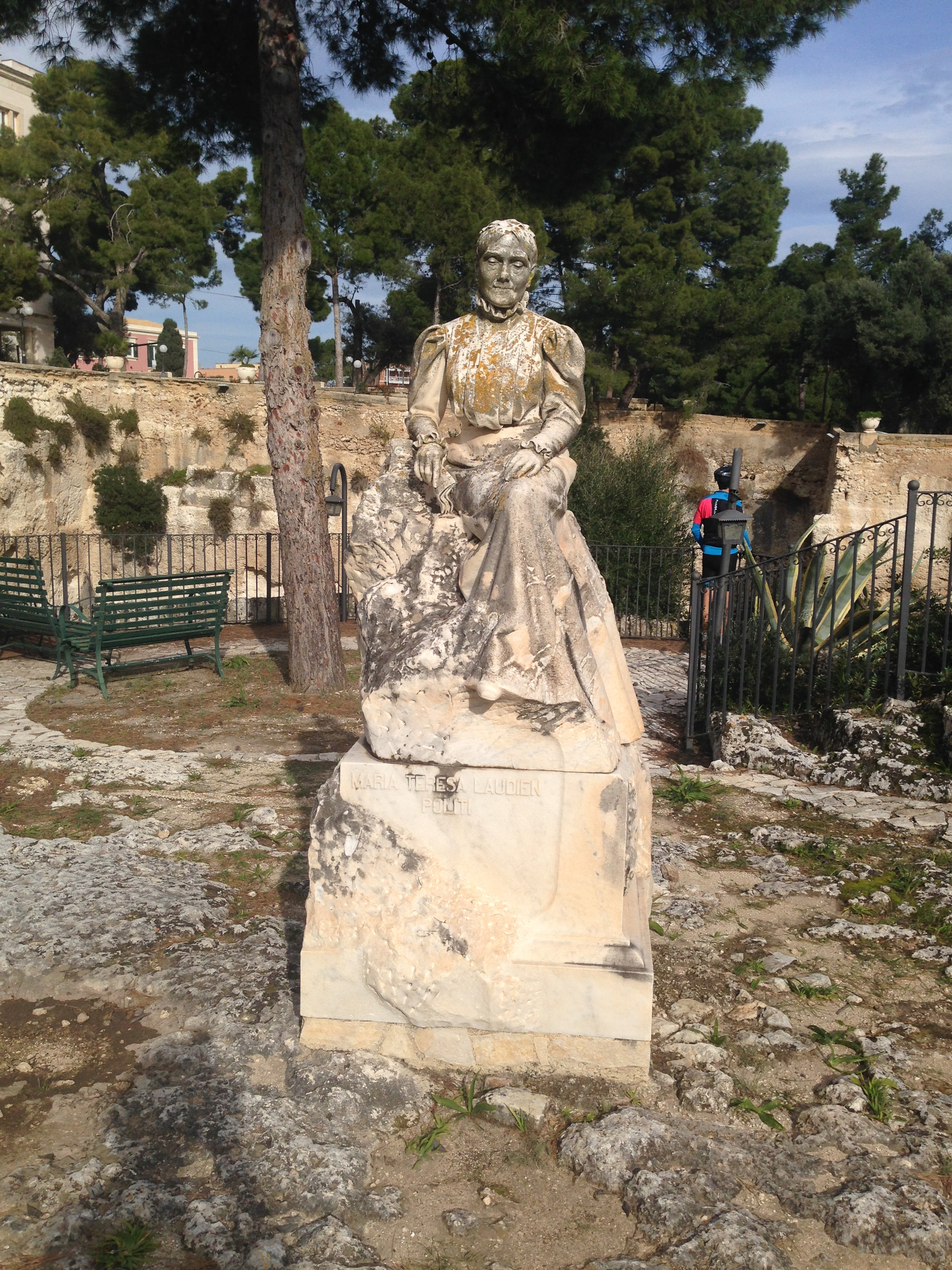
Statua di Maria Teresa Laudien Politi
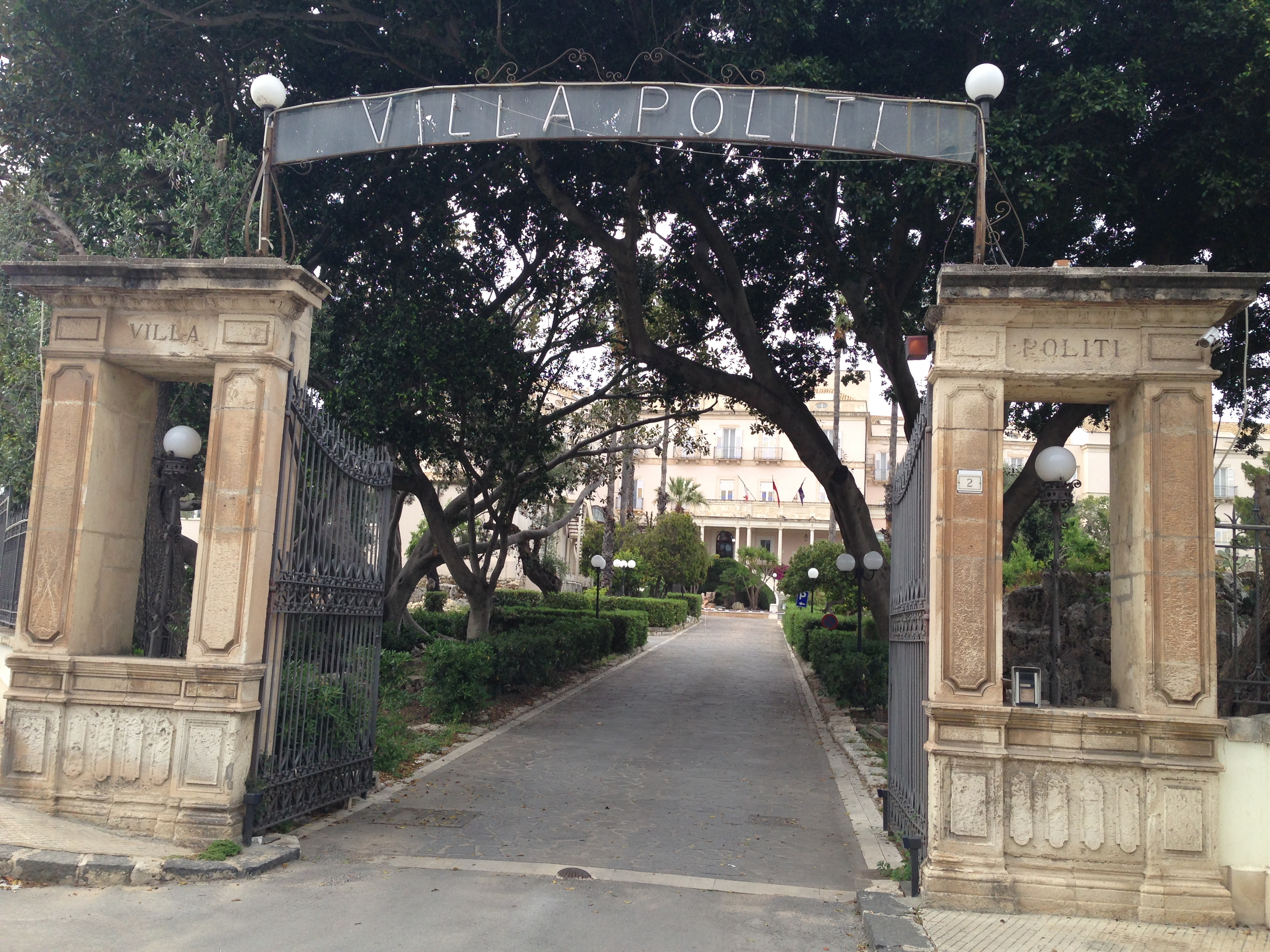
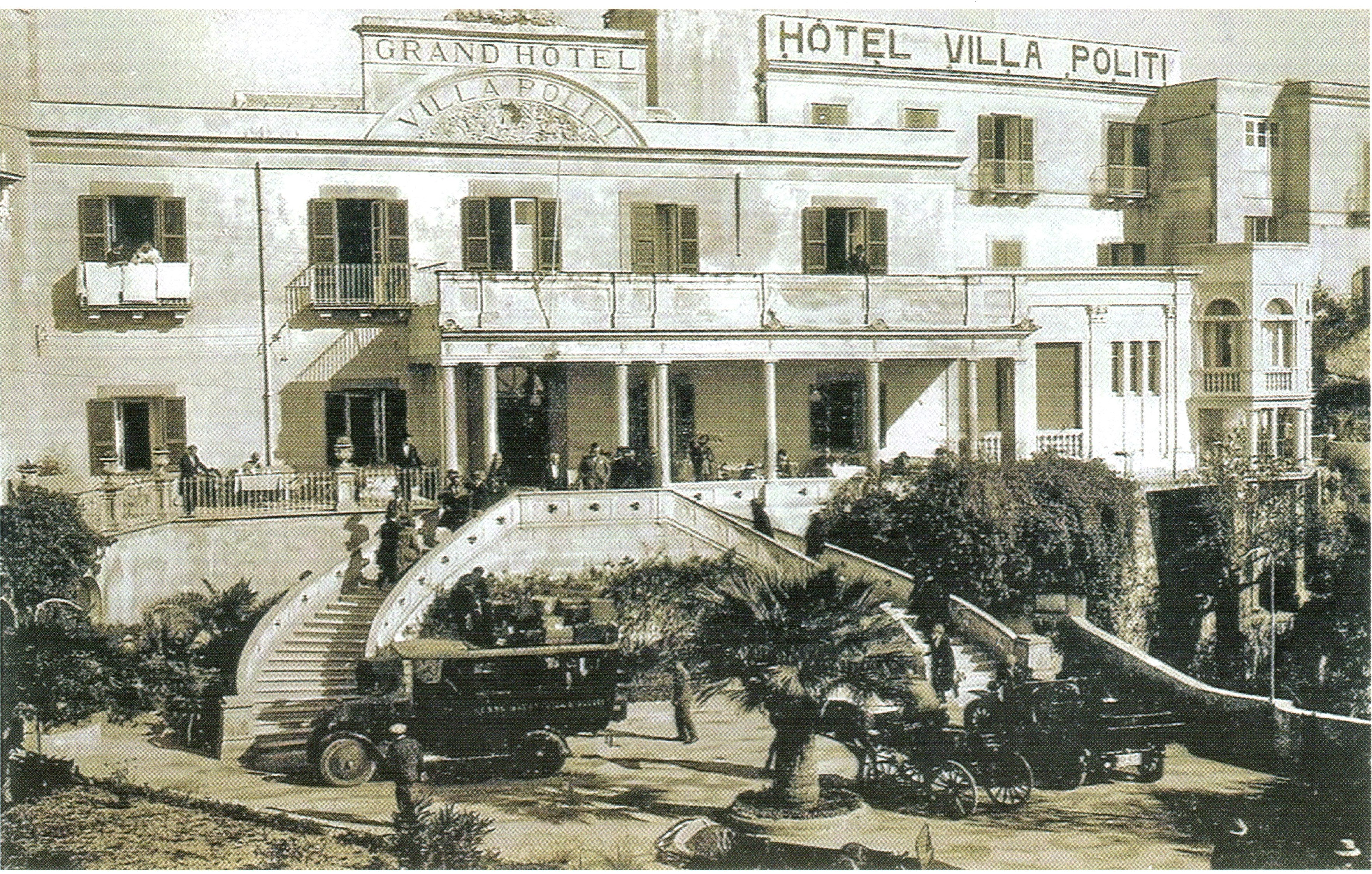
Grand Hotel Villa Politi intorno al 1900